# Francisco Sagasti
Francisco Rafael Sagasti Hochhausler, né le 10 octobre 1944 à Lima, est un homme d'État péruvien. Membre du Parti violet, il est président de la république du Pérou du 17 novembre 2020 au 28 juillet 2021.
Après avoir travaillé au Centre de recherches pour le développement international et à la Banque mondiale, il participe en 2017 à la fondation du Parti violet, d'orientation centriste. Lors des élections législatives de 2020, provoquées par la dissolution du Congrès de la République par le président Martín Vizcarra, il est élu représentant de la circonscription de Lima.
À la suite de la destitution de Martín Vizcarra, le président du Congrès, Manuel Merino, devient président de la République. Mais après une semaine de manifestations massives, ce dernier démissionne et Francisco Sagasti est élu président du Congrès et devient président de la République, étant chargé de terminer le mandat s’achevant l’année suivante. 
Bien que Francisco Sagasti soit éligible à un mandat complet à la présidence de la République, le Parti violet investit Julio Guzmán comme candidat à l'élection présidentielle de 2021, avec Sagasti en tant que deuxième colistier. Le ticket échoue avec 2,3 % des voix.

## Situation personnelle

### Jeunesse et formation
Francisco Sagasti naît à Lima, au Pérou. Fils de Francisco Sagasti Miller et d'Elsa Hochhäusler Reinisch, il est le petit-fils du héros national Francisco Sagasti Saldaña, vainqueur de la bataille de Tarapacá,.

### Carrière professionnelle
Le 17 novembre 1996, il est présent lors de la prise d'otages à l'ambassade japonaise au Pérou par les membres du Mouvement révolutionnaire Túpac Amaru. Il est libéré trois jours plus tard.
Il travaille ensuite à la Banque mondiale, où il travaillait déjà avant la crise constitutionnelle péruvienne de 1992.

### Vie privée et familiale
Francisco Sagasti épouse en 1993 l'économiste costaricienne Silvia Charpentier Brenes, alors membre de l'Assemblée législative du Costa Rica pour le Parti de la libération nationale. Le couple donne naissance à une fille et divorce en 2005.

## Parcours politique

### Débuts

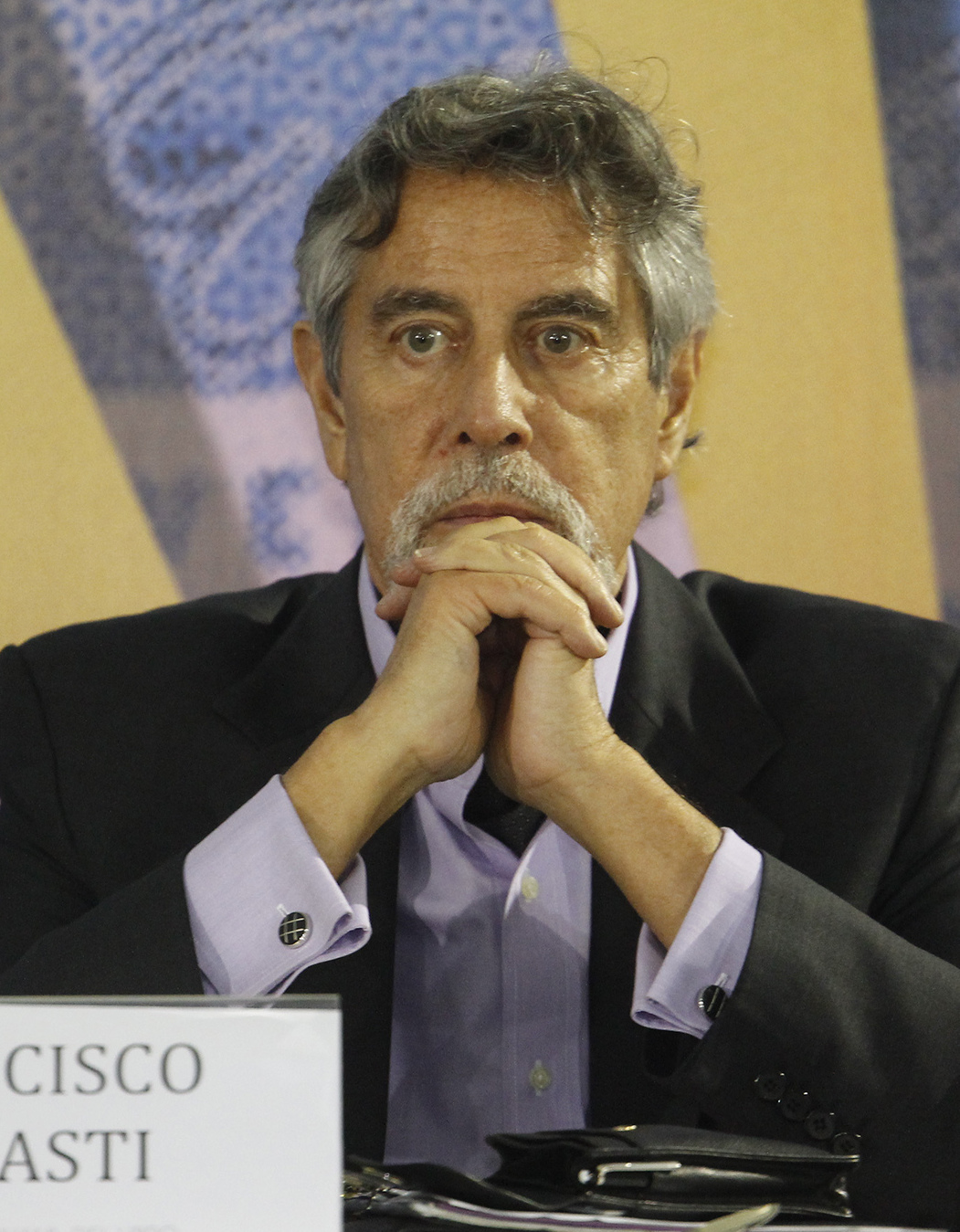
Francisco Sagasti en 2019.

En 2017, avec Julio Guzmán, Francisco Sagasti fonde le Parti violet, formation centriste et libérale. Il a précédemment été membre du parti Force sociale.

### Membre du Congrès
Francisco Sagasti est élu député au sein du Parti violet lors des élections générales de 2020. Ce dernier est le seul parti représenté au Parlement à ne pas avoir voté en faveur de la destitution du président Martin Vizcarra, accusé de corruption, en novembre 2020.

### Président de la République

#### Désignation et entrée en fonction
Le 16 novembre, au lendemain de la démission de Manuel Merino de la tête du Congrès et de l'État à la suite des manifestations opposées aux conditions de son accession au pouvoir, il est élu président du Congrès avec 97 voix sur 130.
Le lendemain, comme le prévoit la Constitution, il prend ses fonctions effectives comme président de la République, chargé d'assurer un gouvernement de transition jusqu'au 28 juillet 2021, date à laquelle devait s’achever le mandat du président Martín Vizcarra,. Des élections générales se tiennent le 11 avril 2021 afin de renouveler le Parlement et élire un nouveau président. Un sondage Ipsos indique alors que 24 % des Péruviens soutiennent son gouvernement, contre 64 % qui le désapprouvent.

#### Politique intérieure
L'une de ses premières mesures est une réforme de la police annoncée le 23 novembre, en réaction aux manifestations violentes contre l'ancien président Manuel Merino qui avaient abouti à la mort de deux jeunes protestataires de 22 et 24 ans le 14 novembre. Un nouveau commandant de la police est nommé, tandis que quinze généraux sont évincés. Le ministre de l'intérieur Fernando Aliaga démissionne quelques jours seulement après sa prise de fonction. Son plan de réforme de l'institution policière était dénoncé par les formations conservatrices, qui menaçaient de ne pas voter la confiance au gouvernement. De leur côté, les manifestants réclament la rédaction d'une nouvelle constitution.
Au début de son mandat, Francisco Sagasti fait face à une crise agraire. Au mois de décembre, réclamant une hausse des salaires, les salariés agricoles manifestent et bloquent les routes. La répression de la police fait trois morts, dont un mineur. En réaction, Sagasti annonce des négociations avec les manifestants et des sanctions envers les policiers ayant utilisé des armes à feu.

#### Instabilité ministérielle

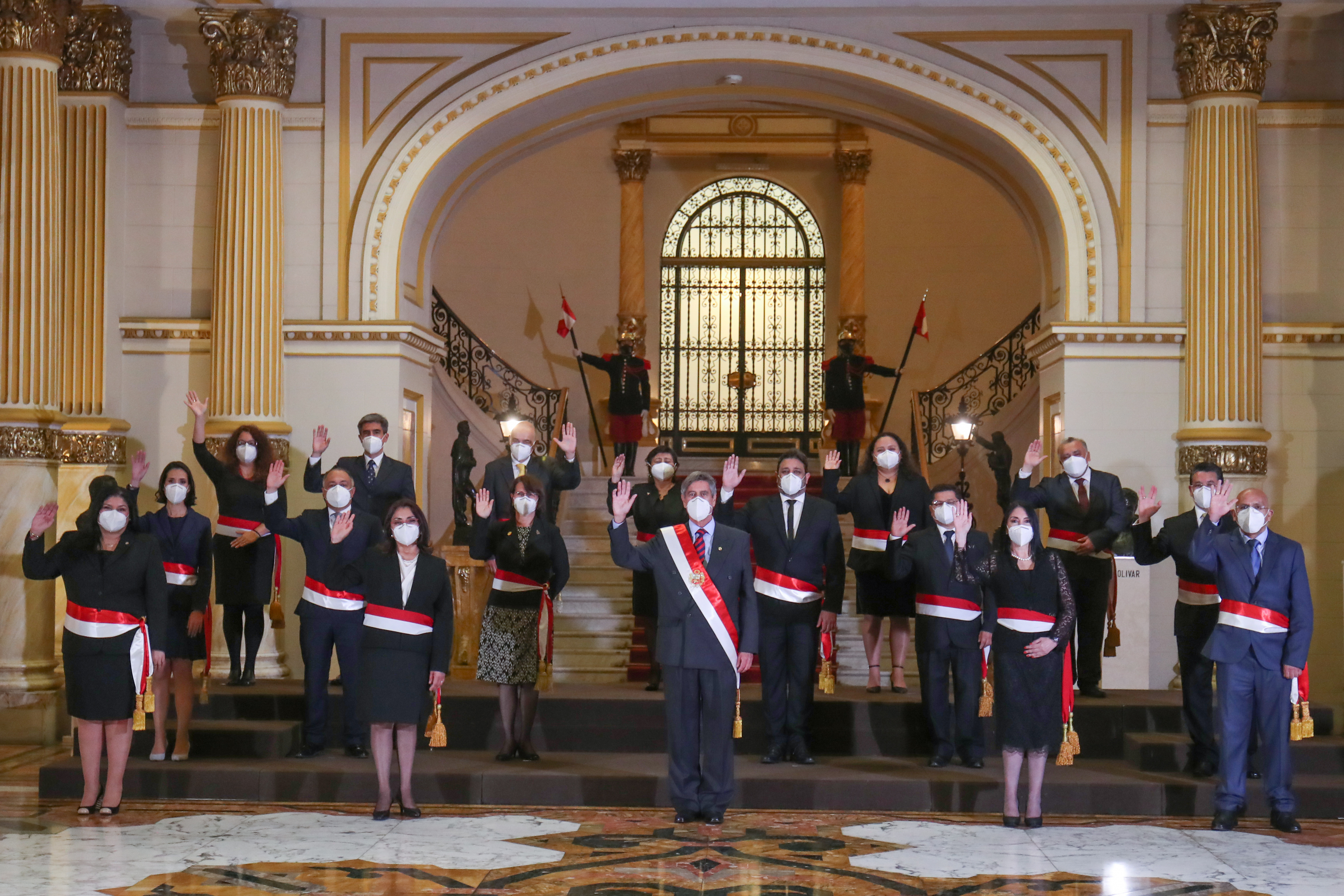
Francisco Sagasti avec les membres de son gouvernement.

Nommé ministre de l'Intérieur, Rubén Vargas propose un plan de réforme de la police contesté par les élus conservateurs, qui menacent de ne pas accorder la confiance au gouvernement. Cluber Aliaga est nommé le 3 décembre pour lui succéder. Celui-ci démissionne quelques jours plus tard, après avoir dénoncé le limogeages de généraux de la police responsables de la répression des manifestations de novembre. José Manuel Elice Navarro lui succède le 7 décembre.
En février 2021, la presse péruvienne révèle que l'ancien président Vizcarra a été vacciné en secret en octobre 2020. Le 13 février, la ministre de la Santé, Pilar Mazzetti, également en poste sous l'ancien président, annonce sa démission. Óscar Ugarte lui succède. La ministre des Affaires étrangères, Elizabeth Astete, démissionne le lendemain, pour avoir elle aussi été vaccinée en janvier 2021. Allan Wagner Tizón lui succède le 15 février.

## Publications

### Livres publiés
- El reto del Perú en la perspectiva del tercer mundo (avec Jorge Bravo Bresani et Augusto Salazar Bondy). Lima, Moncloa - Campodonónico Editores Asociados, 1972.
- Tecnología, planificación y desarrollo autónomo, Lima, Instituto de Estudios Peruanos, 1977[18];
- Ciencia, tecnología y desarrollo latinoamericano, Fondo de Cultura Económica, 1981[19];
- La política científica y tecnológica en América Latina, Colegio de México, 1983[20];
- Imaginemos un Perú mejor, Lima, Agenda: Perú, 1999[21];
- Democracia y Buen Gobierno (avec Pepi Patrón, Nicolás Lynch et Max Hernández), Lima, Editorial Apoyo, 1999;
- Development Cooperation in a Fractured global Order (avec Gonzalo Alcalde), Ottawa, IDRC, 1999;
- A Foresight and Policy Study of the Multilateral Development Banks, Stockholm, Swedish Ministry for Foreign Affairs, 2000;
- La banca multilateral de desarrollo en América Latina, United Nations Publications, 2002[22];
- Knowledge and Innovation for Development, Londres, Edward Elgar Publishing, 2004[23];
- The Future of Development Financing: Challenges and Strategic Choices, Basingstoke, UK, Palgrave-McMillan, 2005;
- Power, Purse and Numbers: A Diagnostic Study of the UN Budget and Finance Process and Structure (avec Úrsula Casabonne et Fernando Prada), Stockholm, The Four Nations Initiative, October 2007;
- Ciencia, tecnología, innovación. Políticas para América Latina, Lima, Fondo de Cultura Económica, 2011[24];
- Un desafío persistente. Políticas de ciencia, tecnología e innovación en el Perú del siglo 21 (avec Lucía Málaga Sabogal). Lima, Fondo de Cultura Económica del Perú/ Fondo Editorial de la Pontificia Universidad Católica del Perú, 2017[25].

### Participation aux éditions
- Una Búsqueda Incierta: Ciencia y Tecnología para el Desarrollo, México, Fondo de Cultura Económica, 1996. Editor (con J. Salomón y C. Sachs).
- Perú: Agenda y Estrategia para el Siglo 21, Lima, Editorial Apoyo, 2000. Coordinateur de la publication.

### Publications dans la presse
- Il a publié plus de 150 articles académiques.
- Il a été membre du comité de rédaction des magazines Foresight, El Trimestre Económico, World Development et Technological Forecasting and Social Change.
- Il contribue aux journaux et magazines de Lima, tels que Caretas, Perú 21, El Comercio, et La República.

## Discographie
- CD Mónica interpreta a Sagasti. Lettre et musique de Francisco Sagasti. Interprétation de Mónica Gasteldumendi (2016)[26].